# Sirugamani
Sirugamani è una suddivisione dell'India, classificata come town panchayat, di 10.031 abitanti, situata nel distretto di Tiruchirappalli, nello stato federato del Tamil Nadu. In base al numero di abitanti la città rientra nella classe IV (da 10.000 a 19.999 persone).

## Geografia fisica
La città è situata a 10° 53' 51 N e 78° 30' 51 E.

## Società

### Evoluzione demografica
Al censimento del 2001 la popolazione di Sirugamani assommava a 10.031 persone, delle quali 5.060 maschi e 4.971 femmine. I bambini di età inferiore o uguale ai sei anni assommavano a 1.095, dei quali 560 maschi e 535 femmine. Infine, coloro che erano in grado di saper almeno leggere e scrivere erano 7.206, dei quali 4.042 maschi e 3.164 femmine.